# 吉本和彦
吉本 和彦（よしもと かずひこ）は、日本の情報技術者。サステナビリティ・プラザ理事長。

## 人物・来歴
高知県出身。1970年、慶應義塾大学工学部管理工学科卒業後、富士銀行入行。
同行時代には長年にわたり銀行の情報システム構築に携わり、2002年春のみずほフィナンシャルグループ発足時に発生したシステム障害の際は、事態の収拾にあたる。富士総合研究所副社長時代には、排出権取引など環境問題を解決する科学技術ソリューションに注力した。
2006年、日本郵政公社理事兼常務執行役員に起用され、民営化システム移行プロジェクトを指揮管理し、クラウドなど先進的な技術を使ったシステムを日本郵政に導入した。
2008年、CSKホールディングスのシンクタンク子会社であるCSK-IS（Institute of Sustainability）社長に就任。同社のIT戦略や政策提言を担った。
2009年、フィデアホールディングスに入り、傘下行のシステムをNTTデータのBeSTAcloudに移行する指揮にあたる。
2016年4月、サステナビリティ・プラザ代表理事。2017年4月、地方公共団体情報システム機構（J-LIS）理事長。

## 経歴
- 1970年（昭和45年） - 慶應義塾大学工学部管理工学科卒業後、富士銀行入行。
  - 以降、システム企画部次長、新センター推進室長、システム開発第一部長等を歴任する。
- 2000年（平成12年） - 執行役員・本店審議役 （IT・システム担当）。
- 2002年（平成14年） - みずほ銀行常務執行役員 （eビジネス担当）。
- 2004年（平成16年） - 富士総合研究所副社長。
- 2004年（平成16年） - みずほ情報総研専務取締役。
- 2006年（平成18年） - 日本郵政公社理事兼常務執行役員。
- 2007年（平成19年） - 日本郵政顧問。
- 2008年（平成20年） - CSK-IS社長。
- 2009年（平成21年） - フィデアホールディングス特別顧問兼最高IT・システム責任者（CTO）。
- 2011年（平成23年） - 同取締役兼代表執行役副社長兼最高IT・システム責任者（CTO）。
- 2016年（平成28年） - サステナビリティ・プラザ代表理事。
- 2017年（平成29年） - 同名誉理事。
- 2017年（平成29年） - 地方公共団体情報システム機構（J-LIS）理事長。
- 2023年（令和5年）- 同理事長退任。